# Zapal dům poraž strom...
Zapal dům poraž strom... je osmé studiové album české hudební skupiny Insania, které vyšlo 21. listopadu 2013.

## Podrobnosti
Název alba pochází z textu písně „Píšu ti švabachem“.
Album bylo vydáno na CD, vinylu a digitálně.

## Přijetí
Kritiky na album byly vesměs velmi pozitivní. Oceňována byla celková propracovanost materiálu včetně humorných textů. 
Album získalo cenu hudební akademie Anděl 2013 v kategoriích „Hard & heavy“ a „Punk & hardcore“.
Zpěvák Poly se v rozhovoru pro YouTube kanál Metalshop.tv v roce 2022 vyjádřil, že album vzbudilo vlnu zájmu o kapelu, ačkoliv získané ocenění na tento jev vliv nemělo.

## Videoklipy
Pro toto album byly natočeny videoklipy k písním „Božská komedie“ a „Ať shoří v pekle všechny kapely světa!“.

## Seznam skladeb
Autor textů Petr „Poly“ Pálenský, autor hudby Insania.
| Pořadí         | Název                                  | Délka |
| -------------- | -------------------------------------- | ----- |
| 1.             | Božská komedie                         | 2:51  |
| 2.             | Ať shoří v pekle všechny kapely světa! | 4:20  |
| 3.             | Nejsvětější trojice                    | 3:06  |
| 4.             | Píšu ti švabachem                      | 3:46  |
| 5.             | Sfoukni za mě svíci                    | 3:35  |
| 6.             | Bioprodukt podsvětí                    | 3:30  |
| 7.             | Až se to tu otočí                      | 3:45  |
| 8.             | Základy zla                            | 4:04  |
| 9.             | Polevil jsem v modlitbách              | 3:53  |
| 10.            | Démoni jsou mezi námi                  | 3:27  |
| 11.            | Ďábel pode mnou                        | 4:04  |
| 12.            | Neprojdou!                             | 3:35  |
| Celková délka: | Celková délka:                         | 43:40 |

### Datová stopa CD: remixy
| Pořadí | Název                                   | Délka |
| ------ | --------------------------------------- | ----- |
| 13.    | Až se to tu otočí - by Frenzy           |       |
| 14.    | Božská komedie - by Ambivalency         |       |
| 15.    | Sfoukni za mě svíci - by Bohemian Grave |       |
| 16.    | Bioprodukt podsvětí - by Bodyia         |       |
| 17.    | Démoni jsou mezi námi - by Onehalph     |       |

### Bonus na LP
| Pořadí | Název                                        | Délka |
| ------ | -------------------------------------------- | ----- |
| 13.    | Nejsvětější trojice - E2B4B2 (remix by Tudy) |       |

## Obsazení
- Petr „Poly“ Pálenský – zpěv, rap, kytara
- Petr „Tudy“ Holubář – klávesy
- Radovan „Klíma“ Kříž – baskytara
- Rostislav „BlackDrum“ Mozga – bicí

### Hosté
- Martin „Slakh" Chalupa - zpěv (7,8,11),
- Liduška Karásková - zpěv (4)

### Produkce
- Stanislav Valášek - mix
- Radek „DNT2" Mauer - obal